# Pablo Augusto Carvalho
Pablo Augusto Carvalho (født 19. april 1996) er en brasiliansk fodboldspiller.
Han har spillet for flere forskellige klubber i sin karriere, herunder FC Ryukyu og Kataller Toyama.